# Versonnex (Alta Savoia)
Versonnex è un comune francese di 527 abitanti situato nel dipartimento dell'Alta Savoia nella regione dell'Alvernia-Rodano-Alpi.

## Società

### Evoluzione demografica
Abitanti censiti